# Wilhelm V. (Angoulême)
Wilhelm V. Taillefer (franz.: Guillaume Taillefer; † 1120 in Deutz) war ein Graf von Angoulême aus dem Haus Taillefer. Er war ein Sohn des Grafen Fulko von Angoulême und der Condoha von Eu.
Er stand in Konflikt mit Graf Boson III. von La Marche, der 1091 seine Burg von Confolens angriff, dabei aber getötet wurde. Wilhelm suchte darauf seinen Einfluss auf die Marche zu stärken, indem er dort Odo gegen die Schwester des gefallenen Grafen stützte. Damit geriet er allerdings in Konflikt mit Hugo VI. von Lusignan, der ebenfalls Erbansprüche auf die Marche erhob. Einen Angriff Lusignans auf die Abtei Charroux konnte Wilhelm aber erfolgreich abwehren.
Wilhelm unternahm eine „bewaffnete Pilgerfahrt“ (Kreuzzug) in das heilige Land. Auf seiner Rückreise starb er in der Abtei Deutz bei Köln und wurde dort auch bestattet.
Er war verheiratet mit Vitapoi, einer Tochter des Grafen Wilhelm Amanieu II. von Bénauges (Haus Albret). Ihre Kinder waren:
- Vulgrin II. († 1140), Graf von Angoulême
- Raimund, Herr von Fronsac
- Fulko, Herr von Montausier
- ? Tochter, ⚭ mit Vizegraf Adémar III. von Limoges